# Bogusław Litwiniec
Vista da sepultura.
Bogusław Litwiniec (1 de Novembro de 1931 - 25 de Dezembro de 2022) foi um diretor de teatro e político polaco. Membro da Aliança de Esquerda Democrática, serviu no Senado da Polónia de 2001 a 2005 e no Parlamento Europeu de Maio a Julho de 2004.
Litwiniec faleceu em Wrocław a 25 de Dezembro de 2022, aos 91 anos.